# Castaños (Bilbao)
 (mai 2021).
Si vous disposez d'ouvrages ou d'articles de référence ou si vous connaissez des sites web de qualité traitant du thème abordé ici, merci de compléter l'article en donnant les références utiles à sa vérifiabilité et en les liant à la section « Notes et références ».
Castaños est un quartier de Uribarri, 2e district de la ville de Bilbao, dans la communauté autonome du Pays Basque.

## Localisation
Le quartier est situé dans le quartier d'Uribarri, sur la rive droite du Nervion. Il est délimité à l'ouest par la passerelle Pedro Arrupe (en face de l'université de Deusto), au sud par la Ria de Bilbao (Ria du Nervion), au nord par la rue Artasamina qui le sépare du quartier Ciudad Jardín et à l'est par la rue Tivoli.
Le quartier a une population de 5 676 habitants et une superficie de 0,25 km2.

## Histoire du quartier
Le quartier s'est développé au XIXe siècle, à cette époque Bilbao n'était constituée que de la vieille ville, et de nombreuses familles de la bourgeoisie de Bilbao ont décidé de s'installer dans ce quartier.
Le quartier de Castaños s'articule autour du Paseo Campo de Volantín, le long de la ria, où se trouvaient de nombreux palais qui, au fil des ans, comme cela s'est également produit dans le quartier d'Indauchu, ont été démolis pour construire des immeubles d'habitation. L'un des rares palais à avoir été préservé est le palais Olábarri (connu sous le nom de bâtiment des ouvrages portuaires), situé à côté de la Plaza de la Salve, qui est le siège de l'administration portuaire de Bilbao depuis 1953. 

## Édifices remarquables
- Funiculaire d'Artxanda : construit en 1915, il relie le mont Artxanda (Carretera Archanda-Santo Domingo) à la place du Funiculaire au cœur du quartier de Castaños.
- Passerelle de Zubizuri ou passerelle de Calatrava : conçue par l'architecte Santiago Calatrava, elle relie Castaños au quartier Ensanche de Bilbao (es).
- Pont de la Salve (inauguré comme pont des Princes d'Espagne) : construit à 23,5 m de haut pour ne pas gêner le passage des navires, ce pont permet aux véhicules et aux piétons de traverser l'estuaire depuis l'avenue Maurice Ravel / tunnels de Archanda pour atteindre l'Alameda de Recalde (qui continue jusqu'à la place Moyúa et l'Alameda Mazarredo, à côté du musée Guggenheim de Bilbao.